# Еліша К. Рут
Еліша Кінг Рут (англ. Elisha K. Root; 5 травня 1808 — 1 вересня 1865) — токар з Коннектикуту, винахідник та президент Colt's Manufacturing Company.

## Життєпис
Рут народився в Массачусетсі на фермі та працював на бавовняному млині у якості робітника який переносив бобини з бавовною, до 15 років коли перейшов працювати до майстерні в Вері, штат Массачусетс. У 24 його найняв промисловець з Коннектикуту Семюель В. Коллінс, щоб працювати на фабриці з виготовлення сокир в Коллінсвіллі, селища поряд з Кантоном, штат Коннектикут.
За істориком Діаною Муйр, Рут «переосмислив» виробництво сокир. До його винаходу, сокири робили «сплюснувши коване залізо навколо сталевого штифта та кування обох частин разом за допомогою водяного молоту.» Рут розробив «серію штампів та роликів для «штампування» — або використання тиску на форму, для формування шматка гарячої кованої форми сокири, з отвором для руків'я». Згідною Муйр, далі Рут автоматизував загартовування сокир, винайшовши машину яка переносила у піч заготовки сокир на обертовому кільці. А також він винайшов машину як гострила сокири, після чого вони потребували мінімальної обробки на точильному камені.
В 1849 року Семюел Кольт найняв Рута для роботи на своїй збройній фабриці в Гартфорді в якості керівника. Рут успішно справлявся зі своєю роботою.
Під час роботи на Кольта Рут вдосконалив фрезерний верстат Лінкольна, який продали в кількості 150,000 до кінця ХІХ століття, що зробило його найважливішим американським металорізальним верстатом епохи. Він модернізував збройне виробництво Кольта удосконаливши молоти, розточувальні верстати, вимірювальні прилади, пристрої тощо. Рут також покращив фрезерувальний верстат Саймона Норта, яка була вдосконалена компанією Robbins and Lawrence Company з Вермонта та Франсісом А. Праттом з компанії Джорджа С. Лінкольна в Гартфорді, штат Коннектикут. Покращений верстат отримав назву фрезерний верстат Лінкольна.
Після смерті Кольта в 1862 році, став президентом компанії Colt's Patent Firearms, якою керував до своєї смерті в 1 вересня 1865 року.

## Цікаві факти
- Кишеньковий револьвер Colt Model 1855 Sidehammer або револьвер Кольта-Рута, який отримав назву на честь інженера, використовували під час громадянської війни в США.